# Музей-институт семьи Рерихов в Санкт-Петербурге
Музей-институт семьи Рерихов — Санкт-Петербургское государственное бюджетное учреждение культуры, посвященное семье Рерихов, их творческому наследию.
Музей был создан 11 мая 2001 года как негосударственное учреждение, реорганизован в государственный музей 12 марта 2007 года и находится в особняке академика М. П. Боткина, где не раз бывал Николай Рерих, по адресу: Васильевский остров, 18-я линия, дом 1. 
В первой половине XIX века домом владел прадедушка Ленина Иван Фёдорович Грошопф (прибывший из Любека Иоганн Готлиб Гросшопф). 
До открытия музея в здании располагался Василеостровский районный суд.

## История создания
Николай Константинович Рерих родился в доме № 25 на Университетской набережной, напротив Никольской часовни, приписанной к Андреевскому собору, в котором мальчика и крестили. Елена Ивановна Шапошникова (в замужестве Рерих) пришла в мир под сенью величайшего святого Руси Сергия Радонежского в доме № 16 на Сергиевской улице рядом с Сергиевским «всея артиллерии» собором. Первый общий адрес Николая Константиновича и Елены Ивановны, Галерная улица, 44, явился и первым петербургским адресом их старшего сына Юрия, родившегося летом в с. Окуловка. Святослав родился, когда Рерихи жили на 4 линии Васильевского острова (дом № 5, на углу с Большим проспектом). С 1906 по 1918 год семья художника занимала служебную квартиру в здании Императорского Общества поощрения художеств (ИОПХ, Большая Морская, 38 / Мойка, 83).
С 1918 года начались странствия семьи по всему свету — Скандинавия, Англия, Америка, Центрально-азиатская экспедиция 1925—1928 гг., Индия. С конца 1930-х годов Рерихи пытались вернуться в Россию. Удалось это лишь в 1957 году их старшему сыну Юрию Николаевичу Рериху, известному востоковеду. Живя в Москве и возглавляя сектор истории религии и философии Индии в Институте народов Азии АН СССР, Юрий Николаевич немало усилий посвятил организации Музея Н. К. Рериха в Ленинграде. Такова была воля родителей. Основу экспозиции должны были составить художественные произведения, вещи и документы из огромного собрания, привезённого Ю. Н. Рерихом в СССР (часть художественной коллекции предназначалась для музеев Москвы и Новосибирска), а также мемориальные предметы из бывшей квартиры Рерихов на Мойке, сохранённые в Ленинграде семьёй Митусовых (Степан Степанович Митусов, двоюродный брат Елены Ивановны Рерих, был близким другом и сотрудником Николая Константиновича Рериха по Рисовальной школе ИОПХ).
С. С. Митусов и его семья сохраняли для будущего не только культурное наследие уходящей эпохи (в том числе и рериховское), предметы культуры, но и её неповторимый дух. Митусов поддерживал связь с Нью-йоркским Музеем Н. К. Рериха, принял участие в подготовке второго этапа Центрально-азиатской экспедиции, встретившись с Николаем Константиновичем и Еленой Ивановной в 1926 году в Москве. Тогда же он получил от них некоторые предметы и документы, которыми очень дорожил, и в качестве материальной поддержки — вещи. В своё время часть рериховских вещей, картин и документов Митусов передал брату Николая Константиновича Б. К. Рериху. Позднее некоторые из этих документов пополнили фонды Государственной Третьяковской галереи, картины попали в собрание московского врача С. А. Мухина и его жены Е. М. Мухиной (Величко), а уже ими большая часть была передана в картинную галерею г. Горловка.
Часть митусовского архива и мебели унесли годы репрессий и блокада. Война унесла и жизни почти всей некогда большой семьи. В живых остались только средняя и младшая дочери Степана Степановича — Людмила и Татьяна. Ещё в 1927 г. Людмила Степановна Митусова познакомилась с Зинаидой Григорьевной Лихтман (Фосдик), впоследствии директором Музея Рериха в Нью-Йорке, с того времени и до последних дней жизни Зинаиды Григорьевны продолжалась их переписка. «На тебя легла обязанность выполнения части заветов Николая Константиновича», — писал в 1933 г. Степан Степанович своей средней дочери из Хибиногорска, где он в это время организовывал Рабочую консерваторию.
«Будет по-нашему», — говорил кузине Л. С. Митусовой в 1960 году о Музее Ю. Н. Рерих, который к этому времени уже добился согласия Министерства Культуры СССР на его создание в помещениях бывшего ИОПХ. Активное участие в подготовке Музея принимало Географическое общество, другие организации. Подключились и ленинградские власти. Однако внезапная смерть Юрия Николаевича остановила этот процесс.
В этих условиях определённым достижением стала организация Музея-усадьбы Н. К. Рериха в Изваре. Вклад сестёр Митусовых стал основой коллекции подлинных вещей, без которых открытие музея было невозможно. В 1970-е гг. художник Святослав Николаевич Рерих продолжил работу по организации музея, привлекая к этому, прежде всего, деятелей искусства и науки. Его обращения в Академию наук, Академию художеств и к ленинградским властям помогли обеспечить сохранность фамильных вещей семьи Рерихов. Однако вопрос о Музее Н. К. Рериха и его семьи в Петербурге оставался открытым.
В 2000 г. группой сотрудников СПбГУ и Мемориального собрания С. С. Митусова был создан Рериховский центр Университета, сформирована рабочая группа по организации музея. Основой концепции будущего музея явилась рериховская идея о том, что Музей (в широком смысле) — это «обиталище всех родов Прекрасного и вовсе не в смысле лишь сохранения тех или иных образцов, но в смысле жизненного и творящего применения их». Учитывая многогранность творчества семьи Рерихов, необходимость введения их наследия в научный оборот, создатели музея настаивали на такой форме организации, как музей-институт.
В 2001 году исполнилось 100 лет с момента бракосочетания Рерихов (28 октября 1901 года по старому стилю). И в год столетия этой удивительной семьи на её родине был учреждён Музей-институт семьи Рерихов в Санкт-Петербурге. Основательницей его стала Людмила Степановна Митусова (1910—2004).
Благодаря постоянной поддержке Санкт-Петербургского государственного университета в лице ректора Л. А. Вербицкой, участию Государственного Эрмитажа в лице М. Б. Пиотровского и Российской Академии наук в лице академиков Б. С. Соколова и А. А. Фурсенко, а также других деятелей науки и культуры и организаций, содействию нынешнего Губернатора Санкт-Петербурга В. И. Матвиенко был решен вопрос о предоставлении музею здания в исторической части города — на наб. лейтенанта Шмидта, д. 41.
12 марта 2007 года вышло в свет Постановление № 248 Правительства Санкт-Петербурга о создании на базе Некоммерческого учреждения культуры «Музей-институт семьи Рерихов в Санкт-Петербурге» Санкт-Петербургского государственного учреждения культуры «Музей-институт семьи Рерихов».

## Коллекция
Основу мемориальной экспозиции составляет наследие, сохранённое Л. С. Митусовой и её семьёй. Семья эта, аристократическая по своим корням, была тесно связана с культурной и научной жизнью России, и то, что удалось сохранить Митусовым, хранит память пяти поколений, охватывая полуторастолетний период отечественной истории. Музейное собрание хранит свидетельства тесных связей между семьями Митусовых, Рерихов, Римских-Корсаковых, Мусоргских, Потоцких и др. Не менее значительна та часть в составе коллекции, которая относится к советскому периоду нашей истории и отражает драматизм духовных биографий тогдашнего поколения и борьбу, которую пришлось выдержать лучшим русским людям, «дабы свеча не погасла». Для дополнения общей картины деятельности представителей семейного круга Рерихов — Шапошниковых — Голенищевых-Кутузовых — Митусовых — князей Путятиных, а также их друзей и коллег современными исследователями был собран научно-документальный фонд. Всё вместе это составляет музей петербургской семьи в широком смысле слова, в основании которой — не одно поколение коренных жителей нашего города (начиная с его основания), создателей и выразителей «петербургского текста русской культуры», по замечательному выражению акад. В. Н. Топорова.
Собрание сохранилось не полностью. Многие вещи погибли в годы репрессий и блокады. В 1956 году 73 произведения Николая Рериха пополнили коллекции этих художников в Русском музее. В 1958 году Юрию Николаевичу Рериху, вернувшемуся на родину, было переслано в Москву кресло отца и переданы фотографии семьи. В 1981 году в Отдел рукописей Государственной Публичной библиотеки от сестёр Митусовых, Людмилы Степановны и Татьяны Степановны, поступили автографы И. Ф. Стравинского, Н. К. Рериха, С. С. Митусова и других деятелей культуры. В 1983 году в Алтайский краеведческий музей в Барнауле было передано 93 экспоната. Наконец, в 1984 году, после завершения реставрации Музея-усадьбы Н. К. Рериха в Изваре, часть рериховской мебели вошла в его постоянную экспозицию. Однако в течение многих лет Собрание не только рассредоточивалось, но и пополнялось. Прежде всего, благодаря Ю. Н. Рериху, который передал в 1957-60 годах сёстрам Митусовым две картины Н. К. Рериха, письма, фотографии и памятные вещи. Также и от С. Н. Рериха в течение 40 лет поступали книги, письма, подарки. Оставили свой след в Собрании исследователи творчества семьи Рерихов и их ученики (Б. Н. Абрамов, П. Ф. Беликов, А. Ю. Калнс, Г. Ф. Лукин, Р. Я. Рудзитис, Б. А. Смирнов-Русецкий, З. Г. Фосдик, В. Т. Черноволенко и другие). Долгие годы поддержку оказывал директор Музея Николая Рериха в Нью-Йорке Даниил Энтин. С 2001 года и по сей день фонды музея пополняются благодаря дарам коллекционеров, а также художников и хранителей мемориальных, семейных собраний.
Рериховские идеи возвращаются к своим истокам, восстанавливается преемственность Рериховского наследия в культурно-историческом пространстве Петербурга.

## Здание музея
Музей-институт семьи Рерихов с 2003 года располагается в особняке, принадлежавшем известному художнику и коллекционеру Михаилу Петровичу Боткину (1839—1914). Дом был построен по типовому проекту архитектора Ж.-Б. Леблона под руководством Д. Трезини в 1720-х годах. В 1883 году здание купил М. П. Боткин, и по его заказу архитектор А. К. Бруни надстроил мансарду, осуществил переделки фасада и интерьеров.
В доме № 41 по Николаевской набережной бывали многие известные деятели русской культуры, в том числе Н. К. Рерих, больше восемнадцати лет прослуживший вместе с Боткиным в ИОПХ. Здесь располагались уникальные коллекции, за что особняк у тогдашних жителей Петербурга получил название «дом-музей».
Академик исторической живописи, искусствовед и собиратель Михаил Петрович Боткин приобретал произведения искусства во время путешествий по Германии, Франции и Италии, а также в Петербурге. В его собрании выделялись древнегреческие и этрусские терракоты и вазы, византийские эмали на золоте, французские и немецкие эмали бронзы романской эпохи и итальянские майолики эпохи Возрождения. Фоном для произведений искусства служила изысканная отделка интерьеров дома в манере палаццо итальянского Возрождения. Главным украшением служили майоликовые камины и панели, двери, десюдепорты, украшенные резьбой в стиле гротеск. Уникальная коллекция располагалась в нижнем этаже особняка, в пяти комнатах. Две из них были отданы работам художника А. А. Иванова (более 100 картин и этюдов). Огромное собрание русской живописи Боткина включало картину Н. К. Рериха «Перед боем» (1900). Коллекция была доступна для посещения.
С того времени как Музей-институт семьи Рерихов располагается в доме, принадлежавшем М. П. Боткину, ведётся работа по сбору информации об истории особняка, его бывших обитателях и гостях. Потомки Боткиных передали в фонды СПбГМИСР ценный художественный и документальный материал.

## Экспозиция
Основу мемориальной экспозиции Музея-института составило наследие, сохранённое племянницей Елены Рерих Л. С. Митусовой и её семьёй. За несколько лет существования музея владельцы частных коллекций передали музею ряд художественных и других экспонатов.
На сегодняшний день его фонды насчитывают около 15 тысяч предметов, среди которых личные вещи, рукописи, живопись, декоративно-прикладное искусство, археологические находки, фотографии и другие экспонаты, связанные с жизнью и творчеством семьи Рерихов.
Директор — А. А. Бондаренко; заместитель директора по научной работе А. А. Савкина.